# Lawrence County, Arkansas
Lawrence County är ett administrativt område i delstaten Arkansas, USA. År 2010 hade countyt 17 415 invånare. Den administrativa huvudorten (county seat) är Walnut Ridge. 

## Geografi
Enligt United States Census Bureau har countyt en total area på 1 533 km². 1 517 km² av den arean är land och 16 km² är vatten. 

### Angränsande countyn
- Randolph County - nord
- Greene County - öst
- Craighead County - sydöst
- Jackson County - syd
- Independence County - sydväst
- Sharp County - väst

### Städer och samhällen
- Alicia
- Black Rock
- College City
- Hoxie
- Imboden
- Lynn
- Minturn
- Portia
- Powhatan
- Ravenden
- Sedgwick
- Smithville
- Strawberry
- Walnut Ridge (huvudort)